# Blondie B
Pour les articles homonymes, voir Zelkine.
Blondie B, de son vrai nom Ludmila Zelkine, est une musicienne, pionnière du rap au Québec. 

## Biographie
En 1983, à 19 ans, Ludmila Zelkine travaille comme serveuse au Checkers, un bar Noir situé avenue du Parc à Montréal. Elle est la seule Blanche dans l'établissement, et la clientèle lui donne le surnom de « Blondie ». Avec son amie l'Haïtienne Yanick Toussaint, alias Teddy Bear, elle découvre le breakdance lors d'une prestation de GrandMixer D. ST. et Shahiem Johnson.
Le hip-hop et rap au Québec dans les années 1980 est un milieu dominé par les hommes anglophones. Cependant, il existe une scène féminine très active, où Blondie B est une exception : « La Blanche qui parle français… j’avais l’air conne à faire du rap. » Elle rappe en anglais, en français, en russe, et en espagnol, ce qui la démarque. 
Elle forme un duo avec Teddy Bear, et le DJ Butcher T.. Les deux femmes vont jusqu'à Paris où elles feront une prestation au Palace. 
Pour Félix B. Desfossés, Blondie B se démarque à Montréal dès 1983, où elle participe à l'émission « Club 980 » de Mike Williams sur CKGM, première émission à mettre en avant le rap québécois. Avec Teddy Bear, elle y rencontre Wavy Wanda et Baby Blue, autres pionnières du rap québécois qui forment le groupe Classy Crew. Cette émission fait d'elles les références de la scène locale. Ces femmes sont alors plus actives et plus nombreuses que les hommes. 
En février 1984, elle participe à un spectacle hip-hop au Spectrum de Montréal.
Au milieu des années 1980, la montée de la violence des gangs pousse Blondie B à fuir un milieu de plus en plus dangereux. Après quelques ennuis, et malgré sa notoriété montante, elle décide de quitter la scène pour travailler sur des bateaux de croisière.

## Famille
Elle est la fille du chanteur de folk Alexandre Zelkine.